# (13018) Geoffjames
(13018) Geoffjames est un astéroïde de la ceinture principale.

## Description
(13018) Geoffjames est un astéroïde de la ceinture principale. Il fut découvert le 10 avril 1988 à l'Observatoire Palomar par Eleanor Francis Helin. Il présente une orbite caractérisée par un demi-grand axe de 2,59 UA, une excentricité de 0,18 et une inclinaison de 13,4° par rapport à l'écliptique.

## Compléments